# نيلسون دوبلداي
نيلسون دوبلداي (بالإنجليزية: Nelson Doubleday)‏ هو ناشر أمريكي، ولد في 16 يونيو 1889 في بروكلين في الولايات المتحدة، وتوفي في 11 يناير 1949 في أويستر باي في الولايات المتحدة.